# 模写絵師つねきち

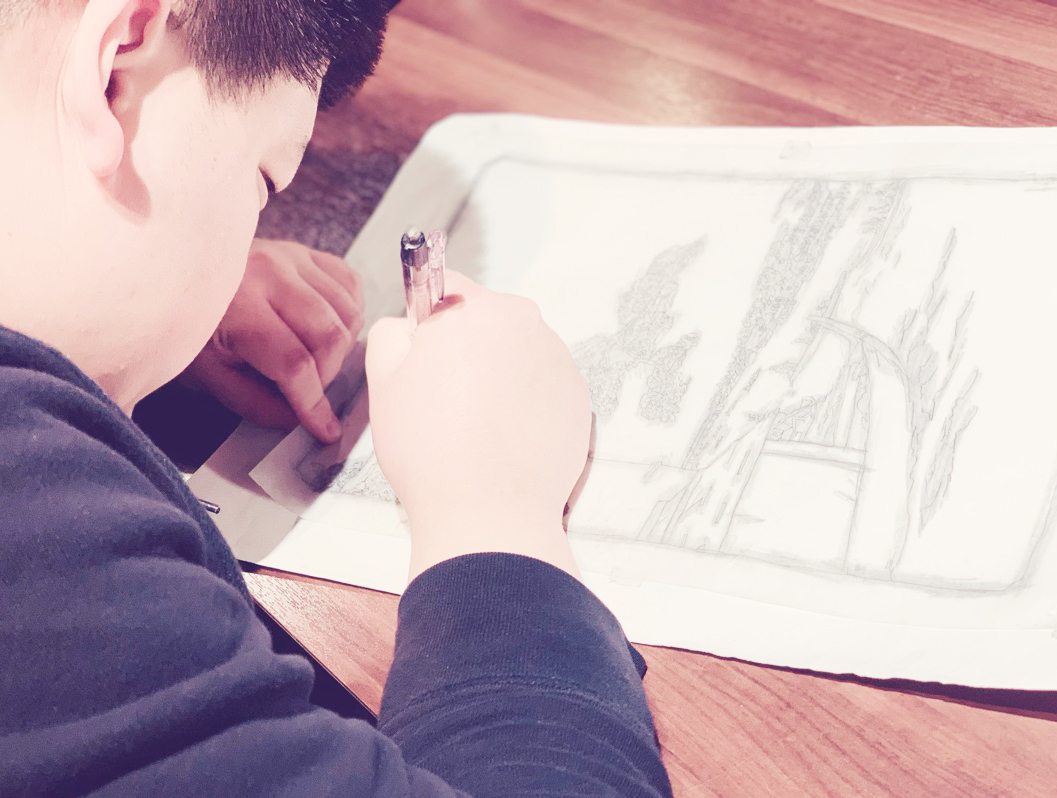

模写絵師つねきち（もしゃえしつねきち、1990年 - ）は、アマチュア画家。重度知的障害（自閉スペクトラム症・ADHD)を持つ埼玉県生まれの男性。

## 経歴
公立の小・中学校内にある特別支援学級を経て、埼玉県立和光特別支援学校・高等部に通い、埼玉県内にあるB型作業所へ入所し7年間務めるが、2015年に東京都千代田区内のデザイン会社アトリエ渋谷に一般就労をする。
アトリエ渋谷でのつねきちは、パソコンを使った文字入力の業務に取り組む。人との対話や言語指示への理解に関しては難しいものがあるが、パソコン機器や電化製品等の取り扱いについてはスムーズにできるという特性のため、キーボードを用いたローマ字入力とかな入力の両方ができた。ただし、文字入力の仕事が不定期であった為、空いた時間を使ってイラストや動物・仏像の写真の模写をするようになる。
その集中力に目をつけたアトリエ渋谷の社長は、つねきちの障害特性を生かせると考え、浮世絵シリーズの模写をさせる事を始めた。この頃、アトリエ渋谷が東京都産業労働局の障害者雇用促進支援事業からのサポートを受け、障害を持つ社員が参加する新事業として、模写絵師つねきち事業をスタートさせることとなった。
歌川広重の東海道五十三次全55作品、葛飾北斎の冨嶽三十六景全46枚の模写をするとともに、マティス作品を水彩で模写することも試み、それらが合計で100枚以上になった為、クラウドファンディングを実施、2019年6月にお茶の水のソラシティ・ギャラリー蔵にて個展を開催、総勢328名を呼び込んだ。
その後はコロナ禍のため個展活動は休止し、インターネットを使ったグッズ販売やオンライン美術館、動画配信を中心に活動。
2022年には神奈川県相模原市内にある桜台小学校の空き教室を利用した美術館で、時間限定の作品展を開催。
その後も浮世絵の模写を中心とした活動を続けている。

## 人物
幼少の頃より規則的な配列やルーティンワーク（鉄道の時刻表や道路標識など）へのこだわりが強く、これら全てを暗記していた。
就学前に訪れた地方の駅のロータリーで見た光景を一瞬のうちに脳裏に焼き付け絵を描いたが、その場にあった時計台の時計の秒針までを正確に再現した絵を描いた。これは一般の人々とは記憶の仕方が異なり、まるでコピー機やカメラがその場の一瞬をとらえるようなやり方で脳に焼き付ける為と思われる。
障害の特性で、人の表情や感情を読みとる事ができない為、自由に絵を描く時にはへのへのもへじのようになってしまう。ただうつし描くこと＝模写は得意なので、時間さえ許されればいつまででも描き続ける事ができる。
つねきちの母親は、彼が小学校4年生の時に障害児に教えてくれる絵画教室を地元の隣市に見つけ、付き添いながら通わせるが、つねきちが中学生になる時に継続の手続きをしに行ったところ、絵の教師が変わることと、「今後は美大受験の為の教室になる為、それに相応しくないあなたを受け入れることはできない」旨を言われ、教室に通う事を断念する。その出来事をこだわりの強いつねきちには、今までルーティンであった教室に通う事をなぜ辞めねばならないのか理解できず、非常に寂しがり悲しんでいた。
絵を習うことを断念していた25歳までには、人気テレビアニメのキャラクターを模写し続ける日々を送っていたが、アトリエ渋谷に就職してからは、水彩と油彩画材の使い方を学び、浮世絵や西洋画の模写に打ち込むようになる。
幼少の頃は多動がひどく、少しもじっとしていられず、母親や担当の教師たちは毎日つねきちの後を追いかけていたが、成人してからは大抵行き先を告げてから出るようになった。それでも、たびたび情緒不安定になり、ひとりでふらっと電車に乗って徘徊の旅に出かけてしまうことがある。
喜怒哀楽のはっきりした性格で、手すきの状態になるのが苦手なので、常に何かに打ち込んでいる。
出身地にいる同級生で同じ障害を持つ仲間と共に、2003年に作ったハンドベルのチーム（ティンカー☆ベル）でも活動を続けている。